# St. Georg (Hellingen)

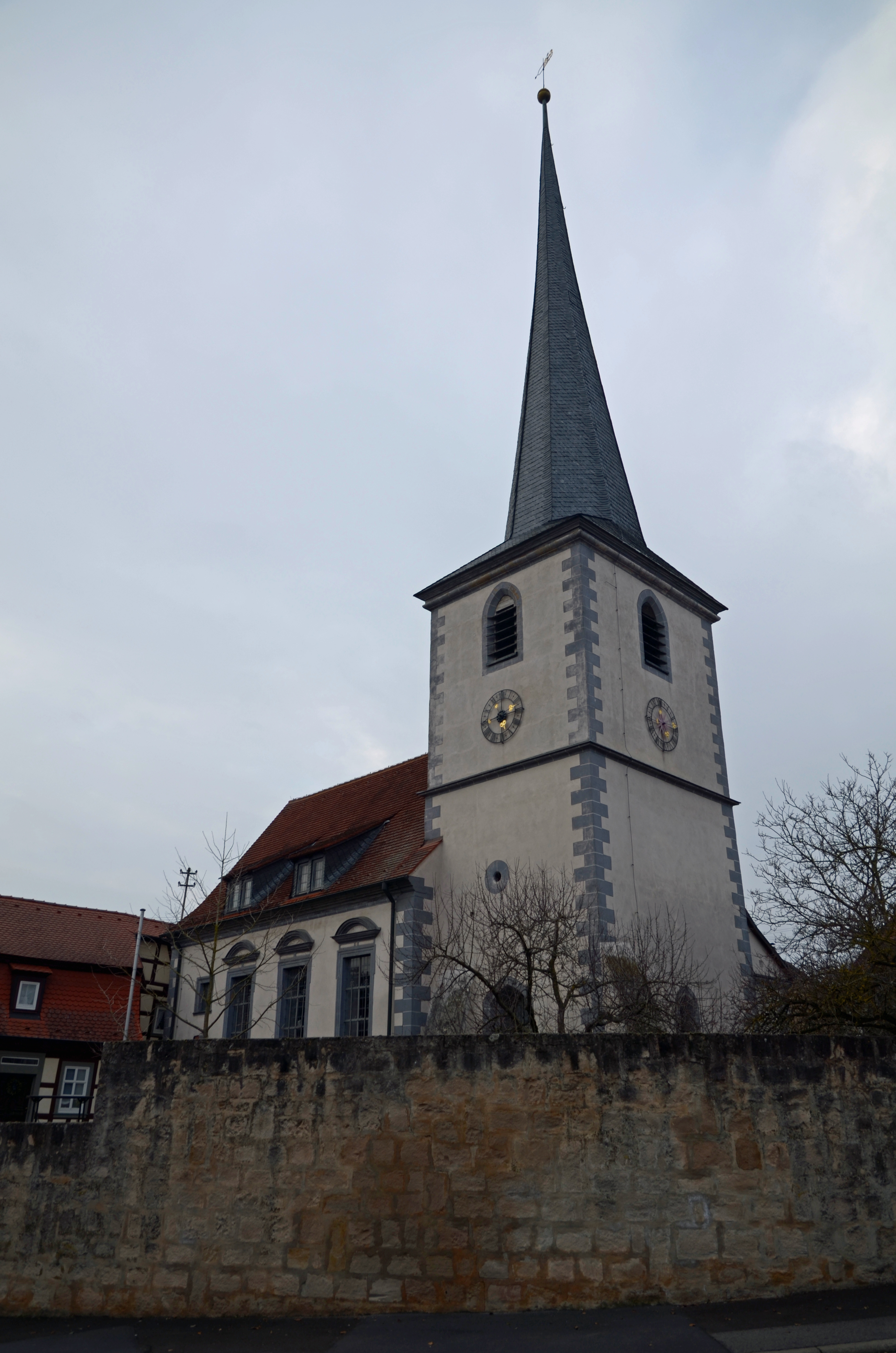
St. Georg (Hellingen)

Die evangelische, denkmalgeschützte Pfarrkirche St. Georg steht in Hellingen, einem Gemeindeteil von Königsberg in Bayern im Landkreis Haßberge (Unterfranken, Bayern). Der Chorturm ist im Kern romanisch. Die Pfarrei gehört zum Evangelisch-Lutherischen Dekanat Rügheim im Kirchenkreis Bayreuth der Evangelisch-Lutherischen Kirche in Bayern.

## Beschreibung
Der quadratische Chorturm der Saalkirche ist im Kern mittelalterlich. An ihn wurde 1714 das Langhaus angebaut. Es ist bedeckt mit einem Satteldach mit Dachgauben. Die geohrten Fenster sind segmentbogig verdacht. Der Chorturm wurde um ein Geschoss aufgestockt, um die Turmuhr und den Glockenstuhl unterzubringen, und mit einem achtseitigen, schiefergedeckten Knickhelm bedeckt. Die Orgel mit 8 Registern, einem Manual und einem Pedal wurde 1719 von Johann Hoffmann gebaut.